# フェラーリ・F12ベルリネッタ
F12ベルリネッタ(F12berlinetta)は、イタリアの自動車メーカー、フェラーリが製造したFRの二人乗りGTカーである。なお、「ベルリネッタ(berlinetta)」はサブネームではなく、F12ベルリネッタ(F12berlinetta)で一つの車名である。

## 概要
599GTBフィオラノの後継車として2012年2月29日に発表され、3月6日サロン・アンテルナショナル・ド・ロトにて初公開された。日本国内へは2012年7月5日に正式に導入され、同年12月よりデリバリーが開始された。

### スタイリング
F12ベルリネッタは全長4,618mm、全幅1,942mm、全高1,273mmとなり599より全長47mm、全幅20mm、全高63mmそれぞれ小さくなった。エンジンの搭載位置と着座位置は下げられたため車高は低くなり、スポーティーなスタイリングをかもしだしている。フロントタイヤとドアの間にはエアロブリッジと呼ばれるダクトが設けられ、えぐられたドアを通り空気を整流する仕組みとなっている。テールランプは2灯式となりこれですべての現行フェラーリが2灯式となった。リアフォグランプはリアビューカメラが内蔵されたLEDタイプを採用しF1のテールランプ風の中央一灯式となっている。トランクは独立したリッドではなくリアガラスハッチごと跳ね上げる方式である。

### メカニズム
フロント・ミッドシップに搭載されたエンジンは65度V12、ボア×ストロークφ94×75.2mmで6,262cc。圧縮比13.5で最大出力545kW（740PS）/8,500rpm、最大トルク690N·m/6,000rpmを発生し、これまでのフェラーリのロードカーのなかでは最もパワフルである。
トランスアクスルとしDCTを搭載し0-100km/hまでの加速は3.1秒、200km/hまでは8.5秒、最高速度は340km/h。HELEシステムの採用によってCO2排出量を350g/kmに抑えている。ブレーキはカーボンセラミック製。

## F12tdf

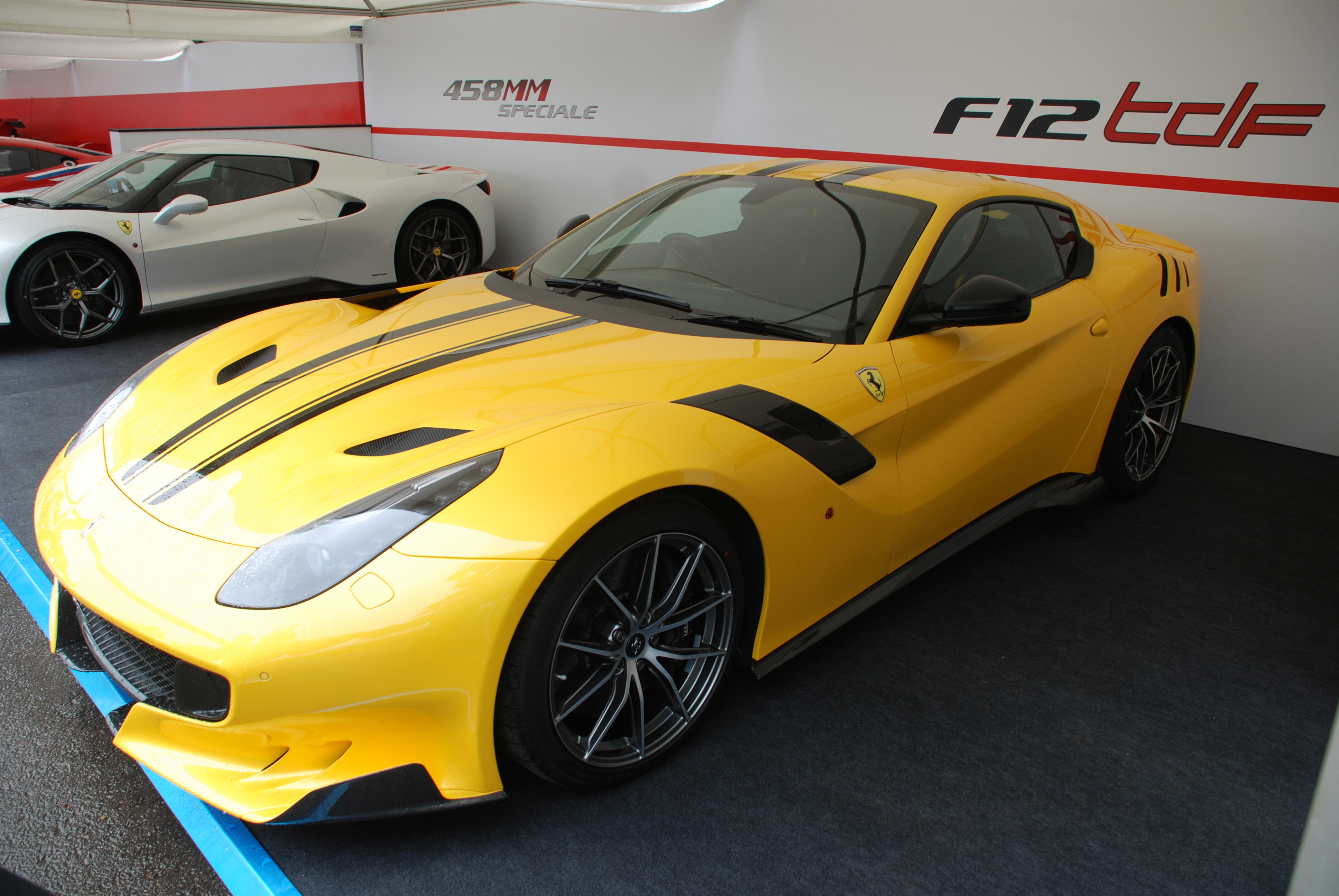
F12tdf

F12ベルリネッタの高性能版かつ799台のみが生産される限定車。2015年12月にフィレンツェ市内で開催された「フィナーリ・モンディアーリ」のガラ・パーティー会場にて発表された。なお「フィナーリ・モンディアーリ」の最終日には、会場のムジェロ・サーキットでセバスチャン・ベッテルがドライブした。
「tdf」は、1899年から1986年まで行われた自動車レース「ツール・ド・フランス・オトモビル」（グランツールの1つである自転車ロードレースの「ツール・ド・フランス」とは関係はない）の略であり、「tdf」の名がつけられたモデルは「250GT Tdf」以来59年ぶりである。
「バーチャルショートホイールベース」とよばれる後輪操舵システムを採用しているほか、エンジンがパワーアップされ100km/hまでの加速が2.9秒に短縮されている。
2018年12月に「F12tdf」をベースにしたワンオフモデルの「SP3JC」が発表されている。「SP3JC」は「F12tdf」のシャシーとメカニックを使用し「フェラーリスタイルセンター」が設計したモデルで、通常のクーペスタイルの「F12tdf」とは異なるオープンカーとなっている。

## F12 TRS

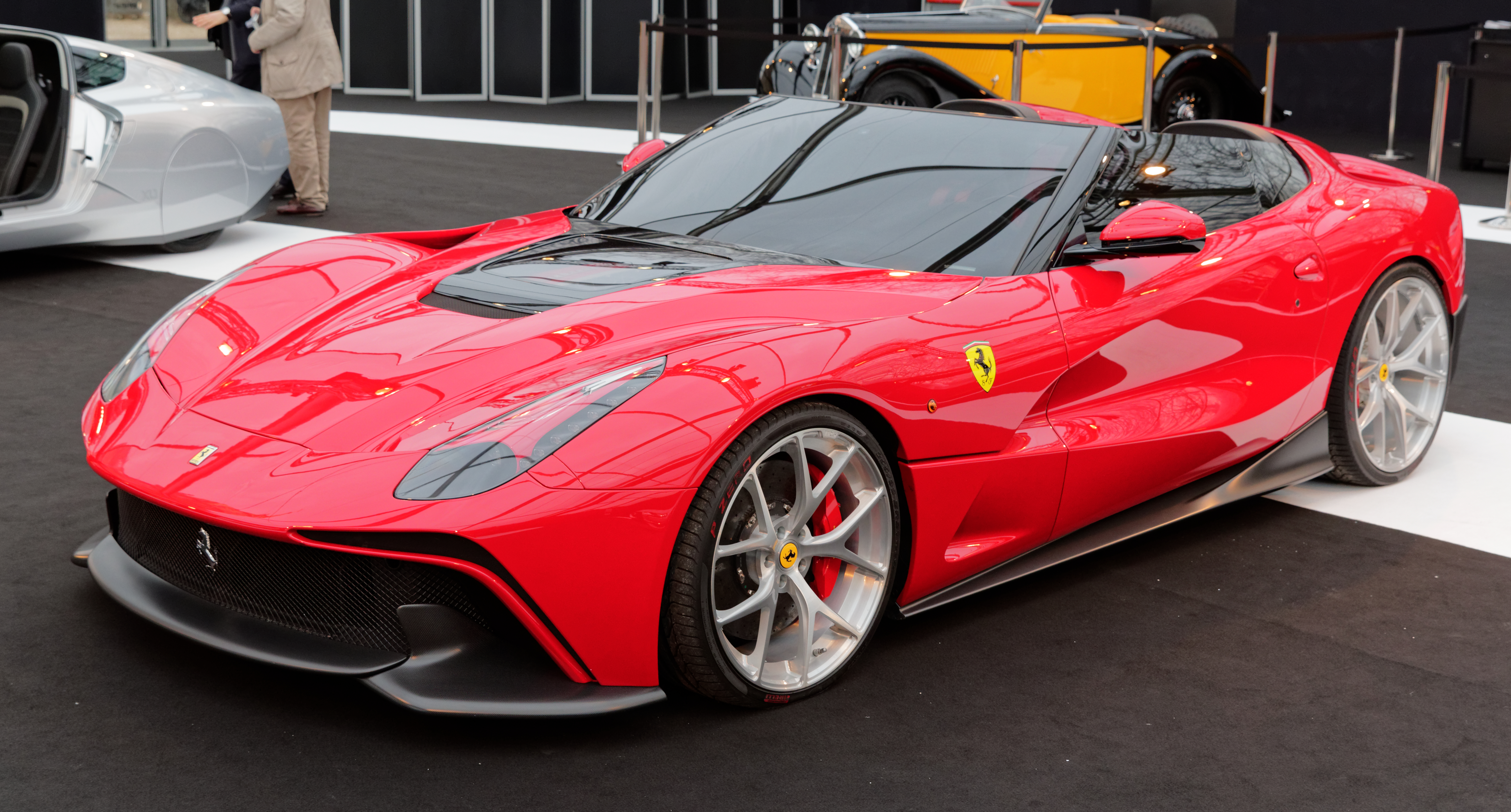
F12 TRS

2014年6月23日の「フェラーリ・カヴァルケード」において発表。当初はワンオフモデルとして発表され、後に追加で2台製造されたため、計3台が製造された。赤色の個体と黒色の個体、シルバーの個体が存在する。
F12ベルリネッタをベースにタルガトップへとカスタムされており、シート後方の2つのフェアリングが特徴。また、ボンネットからエンジンカバーが見えるようになっているのも特徴の一つ。車名のTRSとは「テスタロッサ」を意味しており、1957年式250テスタロッサをモチーフにデザインされた。

## SPアメリカ

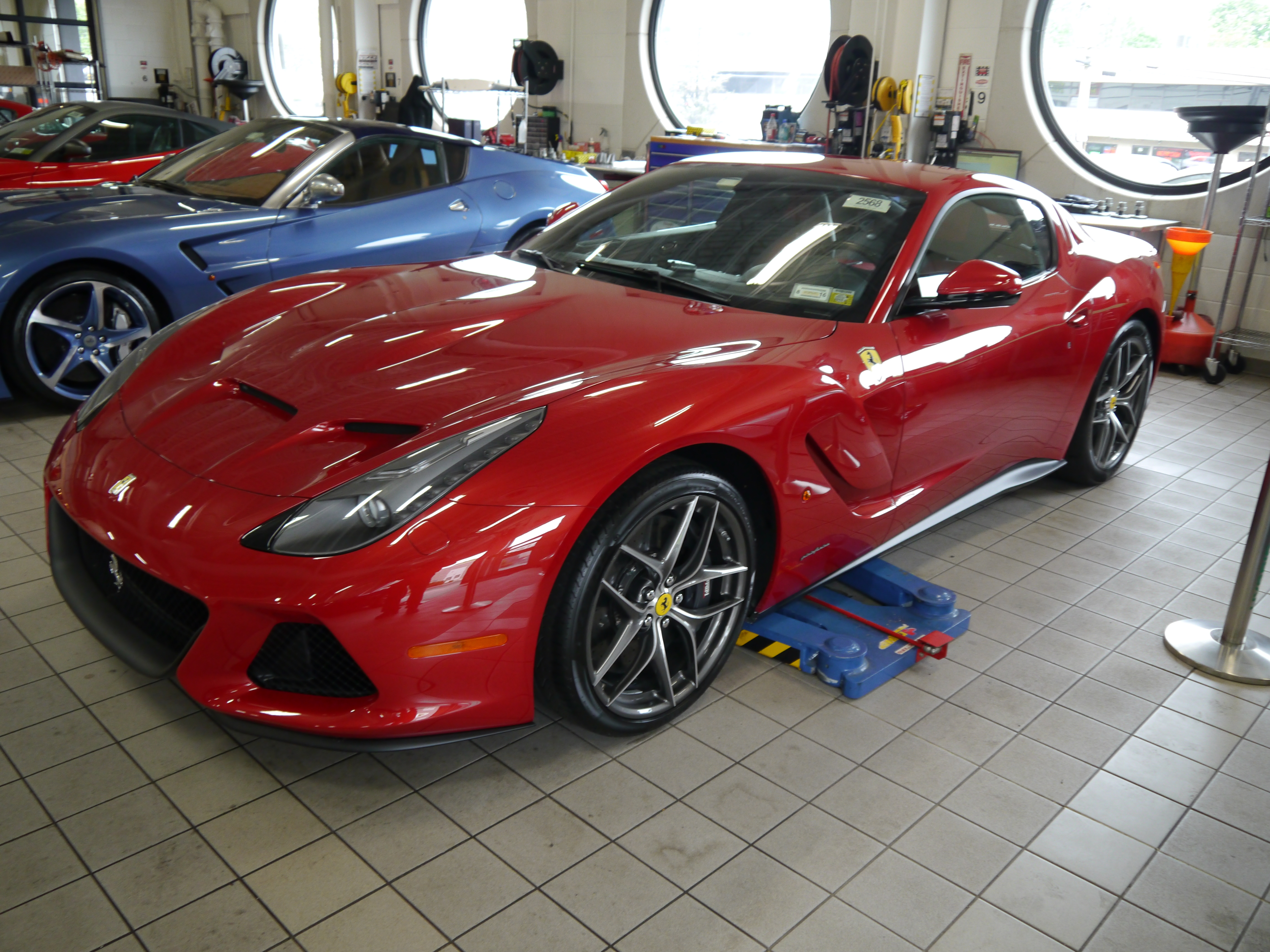
SPアメリカ

F12ベルリネッタをベースに製造されたワンオフモデル。2014年にデザインの一部が公開された。他のワンオフモデルと比べて、あまり目撃されていないモデルだが、2017年にニューヨークで目撃された。

## SP275 RW コンペティツィオーネ

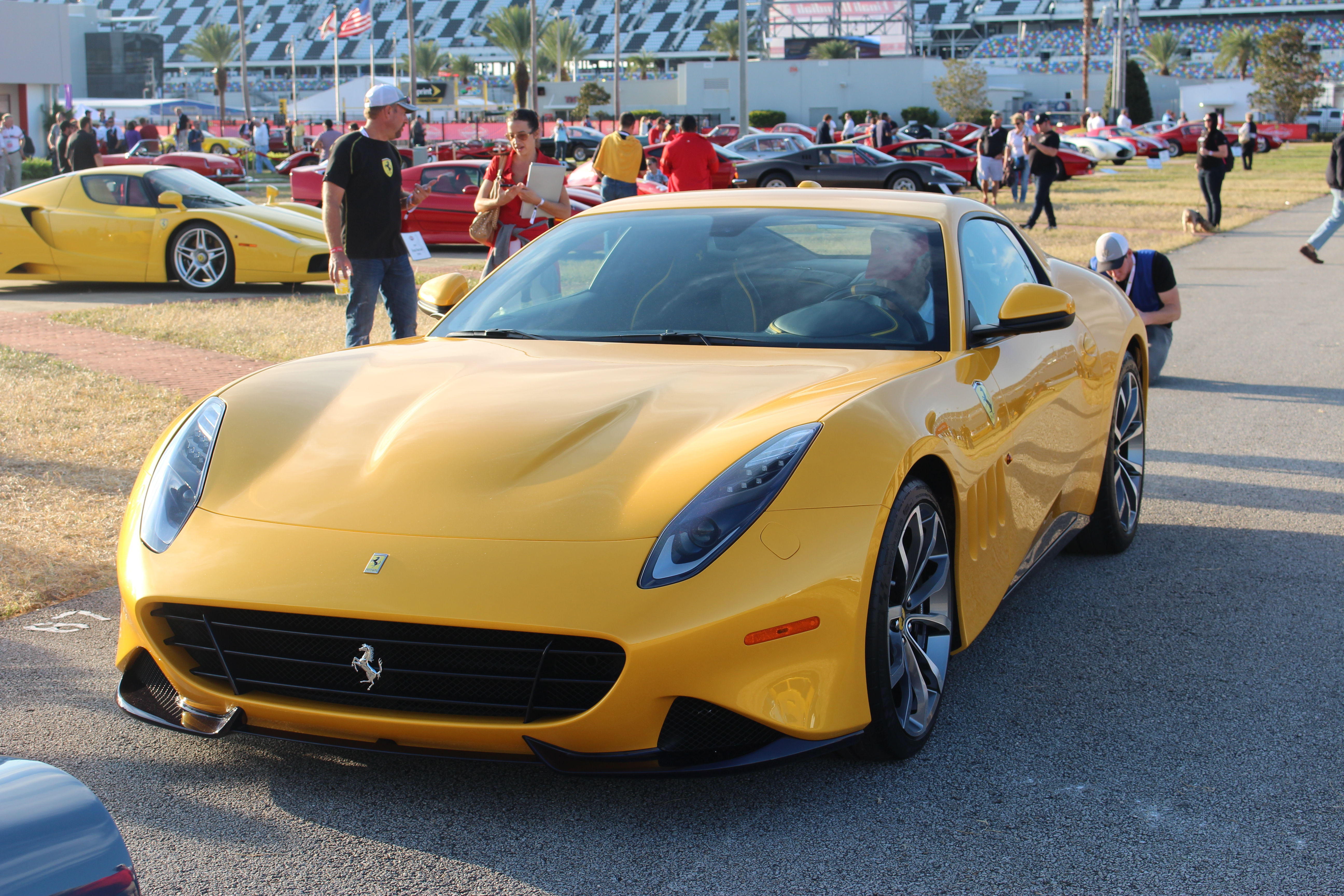
SP275 RW コンペティツィオーネ

2016年12月21日に発表されたワンオフモデル。F12ベルリネッタのシャーシをベースにピニンファリーナと共同開発。強化されたV12エンジンと、F12tdfのトランスミッションを搭載する。デザインモチーフは275GTB。

## SP3JC

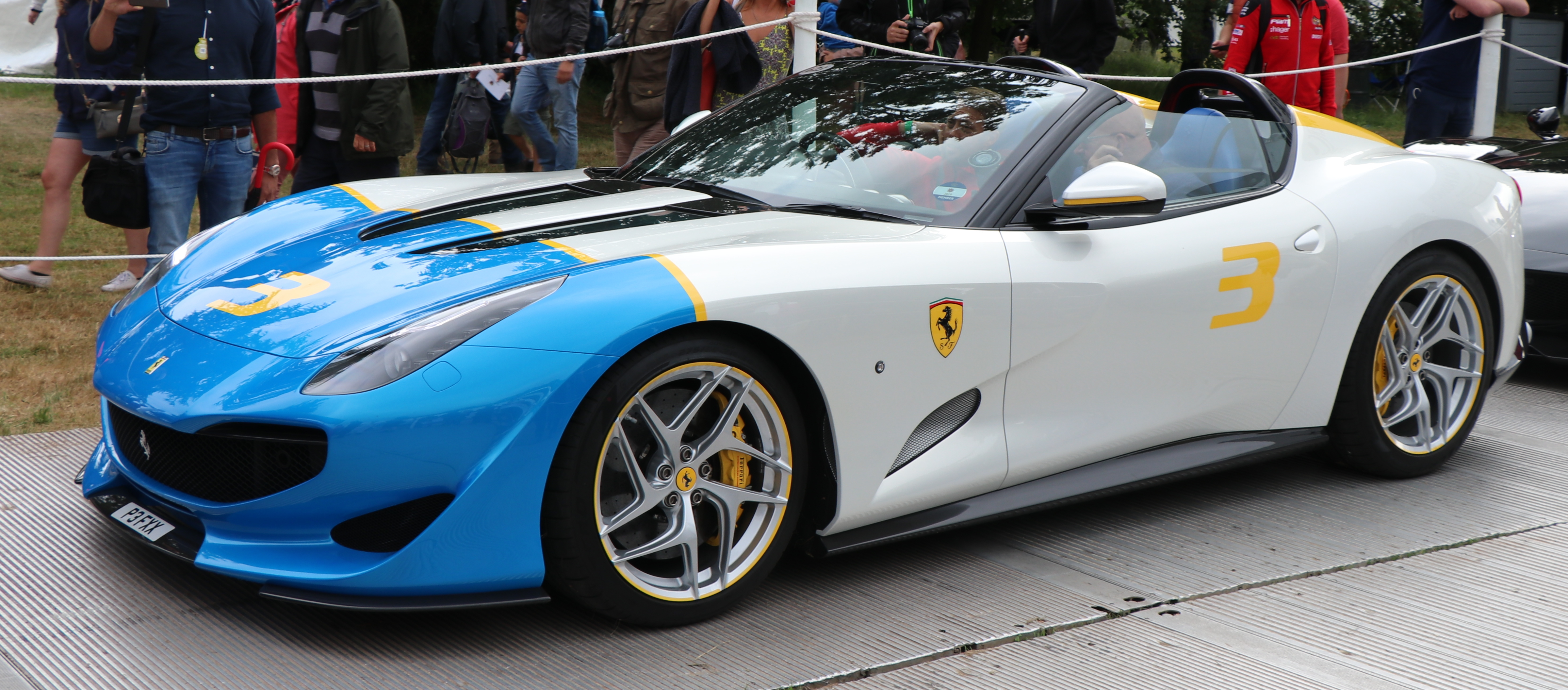
SP3JC

2018年11月28日に発表されたモデルで、1950〜1960年代に生産されたV12エンジン搭載のスパイダーモデルに敬意を表して開発された。分類としてはワンオフモデルだが、右ハンドルの個体と左ハンドルの個体が1台ずつ、合計で2台製造されている。オーナーはジョン・コリンズで、2台とも所有している。車名のJCはオーナーのイニシャルから取られている。
ベース車両はF12tdfだが、F12tdfにはラインナップされていないオープンモデルである。ボンネットにはスリットが入っており、搭載されたV12エンジンが見えるデザインになっている。ボディカラーは、右ハンドル仕様が白銀色の「ビアンコ・イタリア」に青色の「アズーロ・メット」、黄色い「ジャッロ・モデナ」がバンド状に組み合わされている。左ハンドル仕様は、マットグレーの「グリジオ・シルバーストーン」に白い「ビアンコ・ビアンコ」とグロス仕上げの「ロッソ・マグマ」が組み合わされている。
右ハンドルと左ハンドルの両方をオーダーした理由として、オリンズは、カヴァルケードに参加した際、縁石が見えずにホイールを傷つけてしまったので、右側通行の道を右ハンドル車で走行しないためと述べている。

## ギャラリー

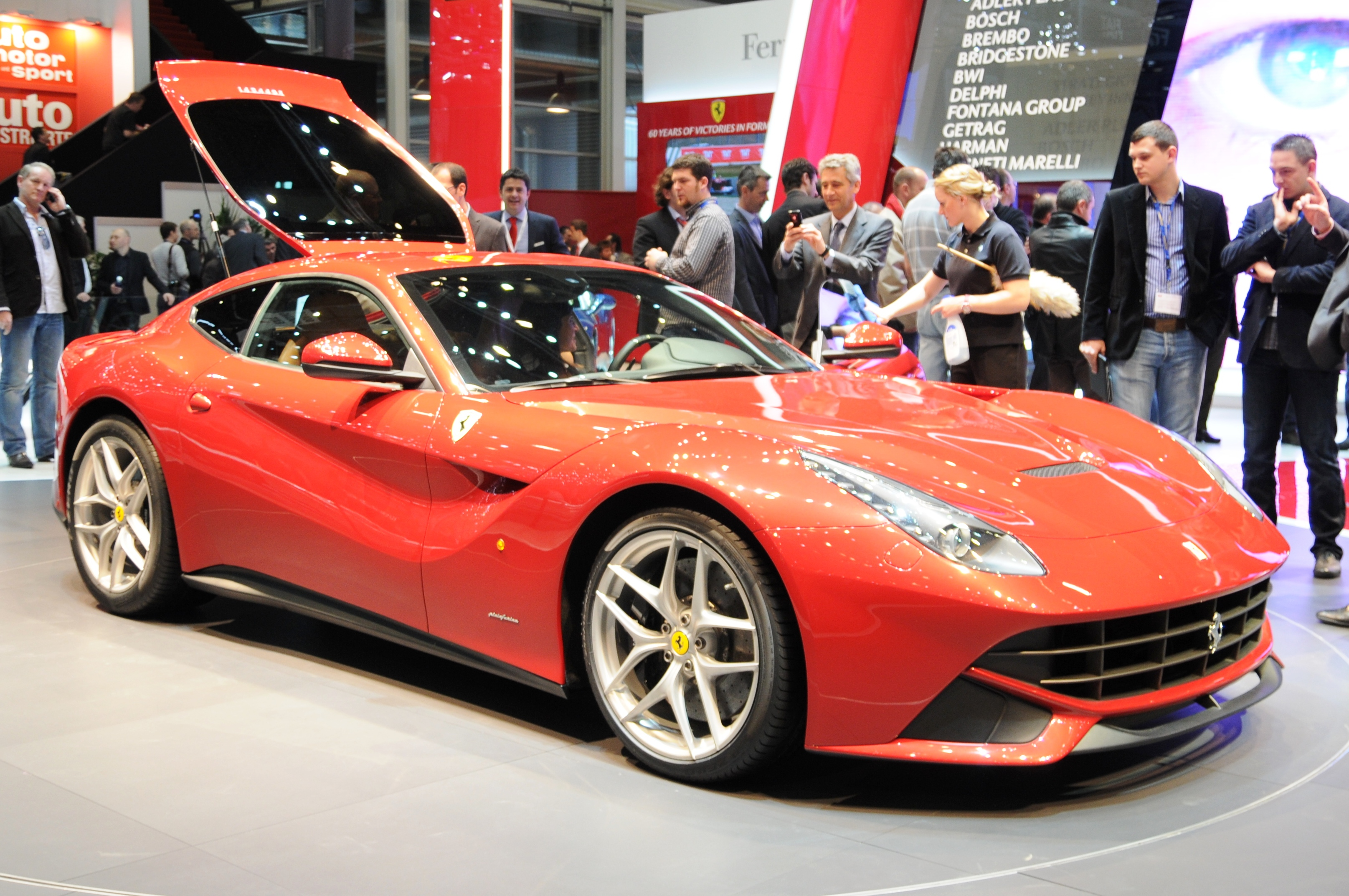
サロン・アンテルナショナル・ド・ロト2012展示車両
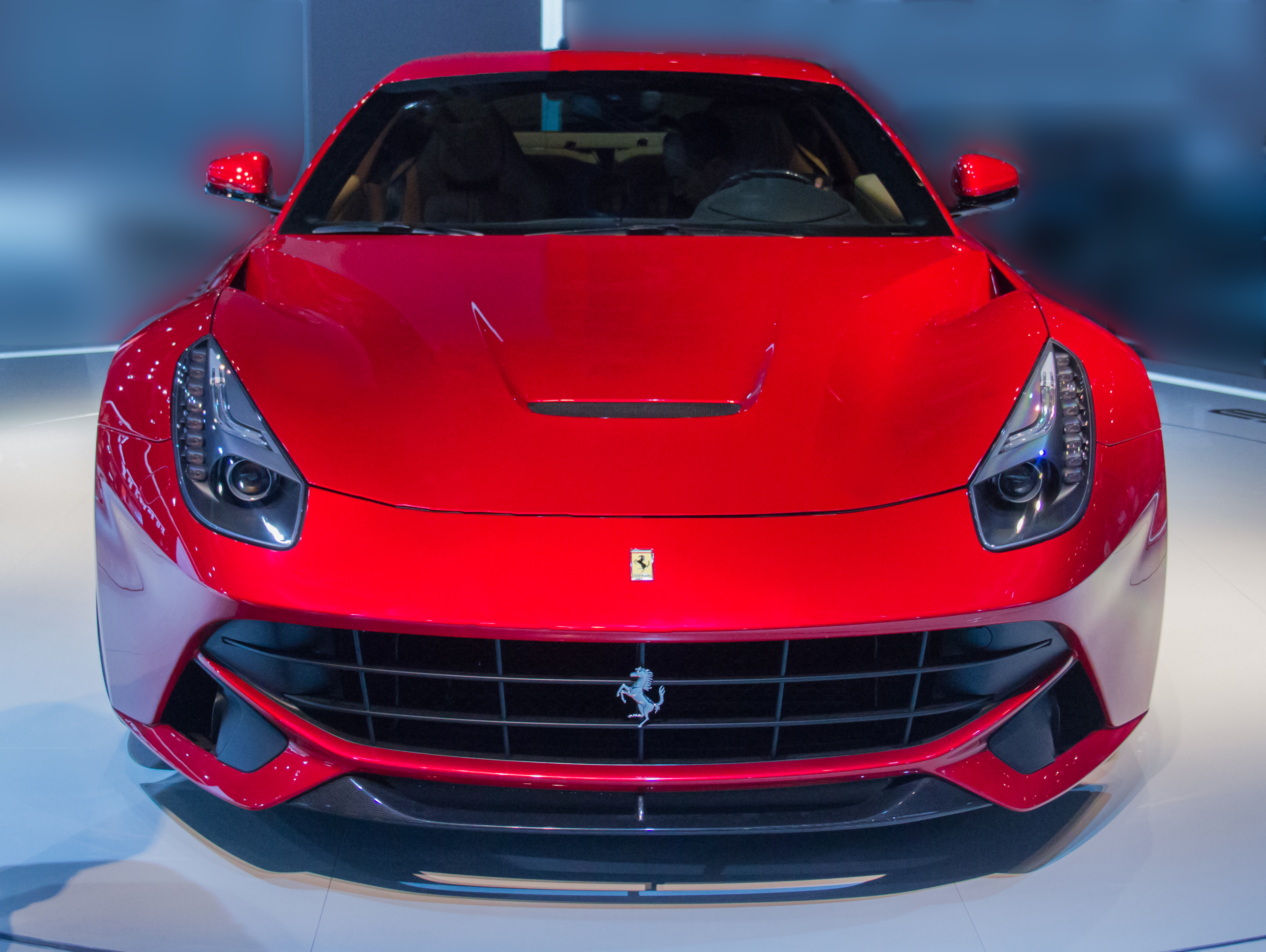
パリモーターショー2012展示車両
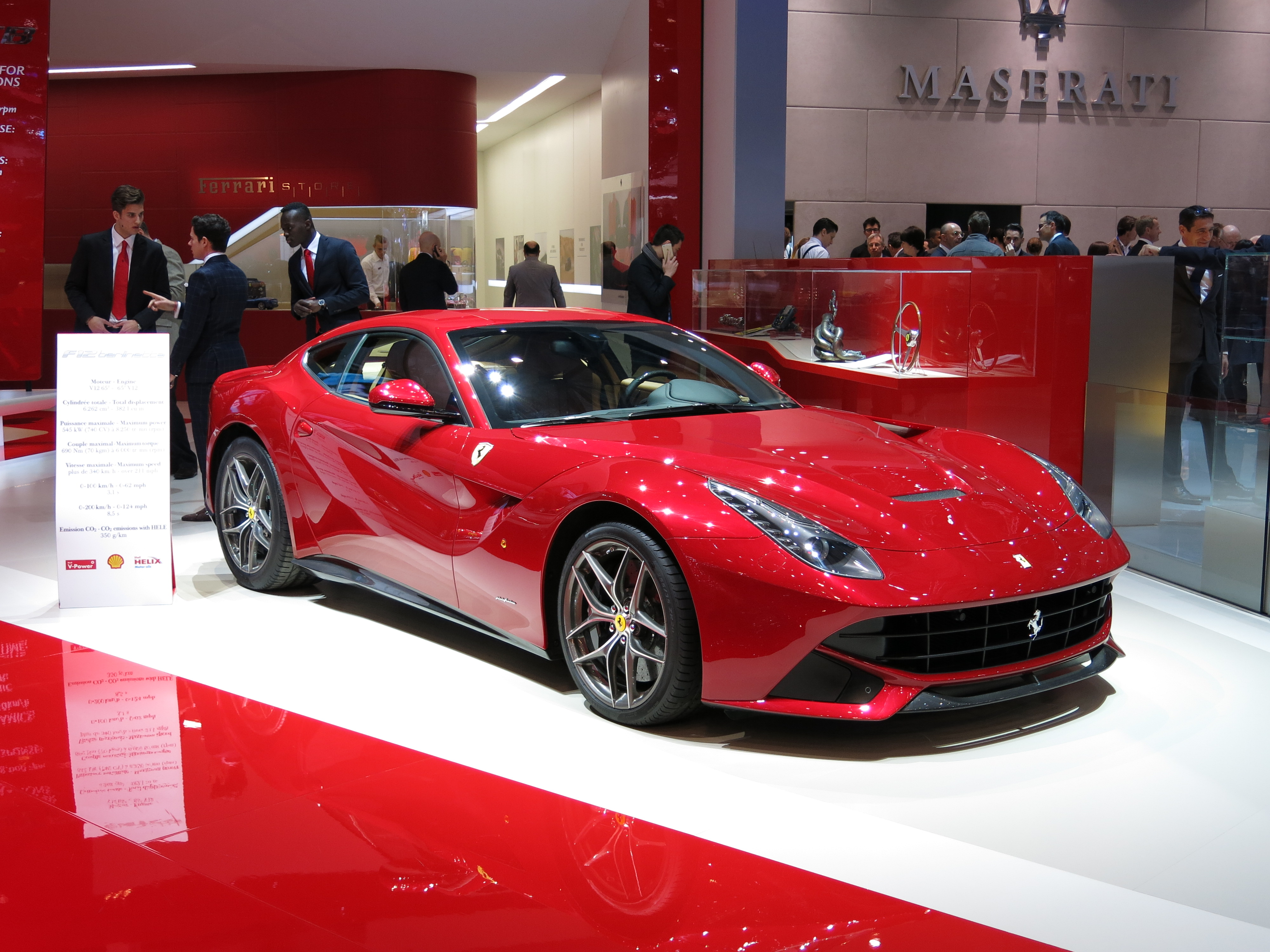
サロン・アンテルナショナル・ド・ロト2015展示車両
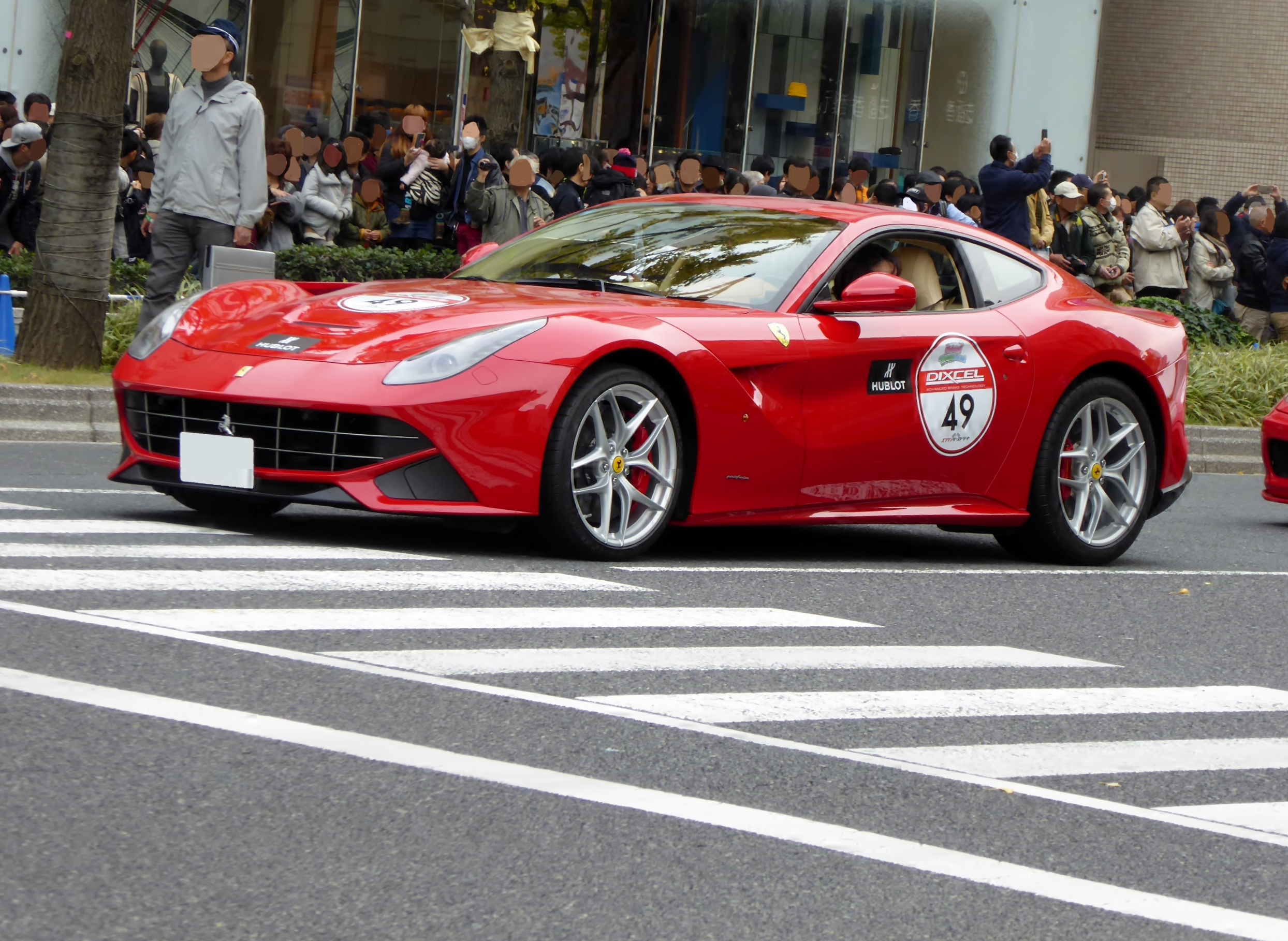
御堂筋ワールドストリートにて
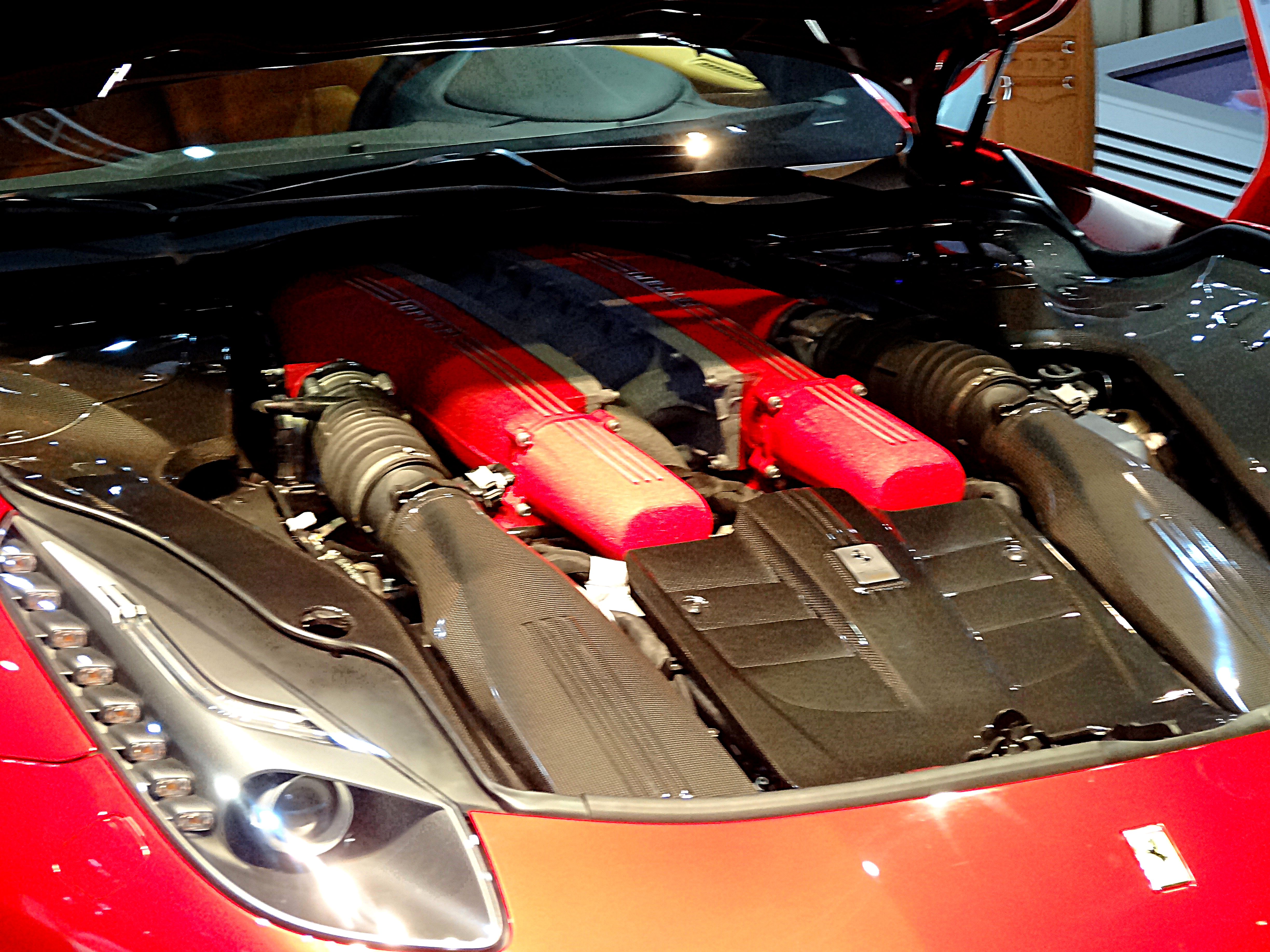
F140FCエンジン